# Pleuroliria
Pleuroliria is een geslacht van uitgestorven weekdieren uit de klasse van de Gastropoda (slakken).

## Soort
- Pleuroliria cochlearis (Conrad, 1848) †